# Главы Абакана
Список глав города Абакан XX—XXI веках.

## Председатель горисполкома
1. Серов Иван Степанович 1931—1932
2. Глухов (1931 г.)
3. Марковцев Лаврентий Адамович (1932−1933)
4. Власкин (1933 г.)
5. Букина Лидия Никифоровна (1934 — сентябрь 1936)
6. Исупов Василий Григорьевич (и. о. ноябрь 1935 — декабрь 1936)
7. Якимцев (1936 г.)
8. Аргудаев Александр Макарович (декабрь 1936 — осень 1937)
9. Токмачев Михаил Тихонович (декабрь 1937 — январь 1939)
10. Тимофеев В. (1939 г.)
11. Вилин Николай Михайлович (декабрь 1939 — февраль 1941)
12. Балакчин Александр Яковлевич (март 1941—1943)
13. Шуманов М. А. (1943 г.)
14. Нога Петр Кузьмич (август 1943 — май 1944)
15. Туганов Николай Ильич май 1944 — ноябрь 1944
16. Тепленичев Дмитрий Иванович (ноябрь 1944 — сентябрь 1947)
17. Жданов Александр Григорьевич (1947—1950)
18. Черкасов Дмитрий Лазаревич (1950—1954)
19. Тепленичев Дмитрий Иванович (1954 — февраль 1964)
20. Казак Алексей Исидорович (февраль 1964—1966)
21. Малышев Александр Антонович (1966—1970)
22. Иванов Валерий Александрович (январь 1970—1973)
23. Шлапунов, Александр Филиппович (1973—1977)
24. Торосов, Владислав Михайлович (1977—1982)
25. Горшунов, Альберт Евгеньевич (1982 — декабрь 1986)
26. Буйко, Михаил Афанасьевич (декабрь 1986 — июнь 1991)

## Мэр города
1. Кременецкий, Сергей Михайлович (1991—1993)
2. Нечаев, Гавриил Георгиевич (1993—1995)
3. Булакин,  Николай Генрихович (1995—2019)
4. Лёмин, Алексей Викторович (с декабря 2019)